# Продавец комиксов
Джефф Альбертсон (англ. Jeff Albertson), больше известный как Продавец комиксов (англ. Comic Book Guy) — персонаж мультсериала «Симпсоны». Владелец магазина комиксов под названием «Подземелье андроидов и бейсбольные карточки». Озвучен Хэнком Азариа. Ему 35 лет и при этом он весит 150 кг. Полную предысторию этого персонажа показал эпизод «The Dad-Feelings Limited» 32-го сезона.

## Персонаж
Продавец комиксов известен благодаря своим саркастическим остротам. Он имеет научную степень по мифологии и фольклору (в своей диссертации он перевел «Властелина Колец» на клингонский язык), а также диплом химика. Его коронная фраза — «Это худшее [существительное], что я видел», которая обычно произносится с короткими паузами после каждого слова. Считается, что эта фраза Продавца комиксов пародирует фанатов «Симпсонов», которые критикуют создателей шоу сразу после просмотра каждого нового эпизода мультсериала, объявляя его «худшим эпизодом, который они когда-либо видели».
Продавец комиксов — фанатичный поклонник научной фантастики, живущий в своём вымышленном мире. Бампер его машины украшает наклейка с надписью «Моя другая машина — это „Тысячелетний сокол“», что намекает на Хана Соло, персонажа Харрисона Форда из киноэпопеи «Звёздные войны». Номер его автомобиля NCC-1701 повторяет бортовой номер звездолёта «Энтерпрайз» из фантастического сериала «Звёздный Путь». Он также обладает другими интересными вещами: фотографией Шона Коннери, подписанной Роджером Муром (намёк на увлечение бондианой) и очень редким экземпляром комикса Мэри Ворс, в котором она советует другу покончить жизнь самоубийством. Также у него есть футболка с надписью «C:/DOS C:/DOS/RUN RUN/DOS/RUN». (Это пример остроумного каламбура, которые так любят создатели сериала. Надпись содержит двойную аллюзию: 1) на командную строку DOS, под которым работали первые ролевые компьютерные игры, ныне считающиеся классическими (команда «C:/DOS C:/DOS/RUN» используется для запуска операционной системы и программ), и 2) на современный кинематограф: фильм Роберта Земекиса «Форрест Гамп», где не раз встречается фраза «Беги, Форрест, беги!» («Run, Forrest, run!»), и фильм Тома Тюквера «Беги, Лола, беги» (англ. Run Lola Run). При этом надпись на майке Продавца комиксов содержит ошибку: в ДОСе используются не прямые, а обратные слэши).
Продавец комиксов — поклонник газетного комикса «Хай и Лоис». В подвале его магазина находится потайной зал нелегальных видеозаписей (например, как показано в «Worst Episode Ever», видео пьяного Мистера Роджерса, запись совершенно секретной стратегии США в ядерной войне, «правильная версия» «Крёстного отца 3», запись ковыряющего в носу Кента Брокмана).
Ожирение Продавца комиксов служит постоянным источником шуток в сериале. Так, однажды ему пришлось отказаться от Супер-пояса, который он получил в качестве приза на Конвенте поклонников «Звёздного Пути» (с его слов, потому что «средний треккер не может влезть в пояс средних размеров»). В своём достаточно солидном возрасте Продавец Комиксов оставался девственником, пока не начал встречаться с матерью Сеймура Скиннера Агнес (Шефа Виггама чуть не стошнило, а Лу стошнило, когда они увидели их вместе в постели). Позже Продавец Комиксов встречался также с Эдной Крабаппл, которая бросила его, убедившись, что они абсолютно разные люди.
Продавец комиксов был однажды женат в одной онлайновой ролевой игре. Он и его интернет-жена собирались даже завести детей, но Продавец комиксов отказался от этой идеи, поскольку «это сильно истощило бы его энергетические кристаллы». Когда он был членом интеллектуальной хунты, в течение одного эпизода управлявшей Спрингфилдом, он предложил ввести лимит на занятие сексом: раз в семь лет, прокомментировав это так: «Возможно, для большинства это реже, чем обычно, но для меня — гораздо чаще». Но в серии 25.10 «Married to the Blob» он встретил японку-мангаку Кумико Накамуру, и после разногласий с её отцом женился на ней в «Подземелии андроидов».
Магазин Продавца комиксов — его святилище. Здесь он может наслаждаться беспредельной властью над детьми вроде Барта Симпсона и Милхауса Ван Хутена. Когда он был высмеян при попытке вернуть Супер-пояс, он сказал: «Пора вернуться в свой магазин, где я раздаю оплеухи, а не получаю их».
Он член Спрингфилдского Отделения Общества Менса вместе с Директором Скиннером, Доктором Хиббертом, Лизой Симпсон и другими.

## Имя
Одной из долго продолжавшихся шуток мультсериала было неупоминание имени данного персонажа. Другие персонажи «Симпсонов» называли его просто «Продавец комиксов». В конце концов 6 февраля 2005 года в эпизоде «Homer and Ned’s Hail Mary Pass» Продавец комиксов сказал Неду Фландерсу: «Меня зовут Джефф Альбертсон, но все называют меня Продавец комиксов».